# 記念金貨
記念金貨（きねんきんか）とは、国家的な行事において発行される記念貨幣のうち、金を素材とする貨幣を言う。
かつて、金本位制が施行されている貨幣制度下においては、本位貨幣として鋳造され発行、流通した記念金貨も存在したが、基本的には流通を目的としない収集家向けの貨幣で、日本においては金融機関で両替方式で公布された補助貨幣（臨時補助貨幣）として発行された天皇陛下御在位六十年記念十万円金貨もあった。現在では、ほとんどの場合収集型金貨として発行されている。本位貨幣と異なり標記額面と実質価値に差が存在し、限定通用力しか有していない。
記念貨幣の発行にあたり、その貨幣を金にするか銀にするかあるいは銅にするかは、それほど重要な問題ではないが、世界の情勢を見れば、国王の即位戴冠、婚儀、長期在位などの王室の慶事、またオリンピック、サッカーワールドカップ、万国博覧会などの世界的なイベントの場合には金貨幣が発行されている。しかし、単なる歴史上の事柄の周年記念の硬貨などは銅貨（主に白銅貨）が発行される例が多い。この銅貨による記念貨幣は、場合によってはその年に発行される通常貨幣に替えて発行される例も多く、普通に流通している。カナダやアメリカの記念硬貨、かつてのフランスやイタリアの記念硬貨はこの例である。
日本でも同様な考え方で金貨幣の記念硬貨が発行されているが、昭和天皇の在位60年記念として初めて記念金貨が発行されて以来、皇室の記念事項以外では、オリンピック、サッカーワールドカップ、万国博の記念硬貨にしか金貨幣は発行されていない。
最近ではこの手の記念金貨は、プルーフ貨幣としてケース入りで販売されている。